# On s'fait une bouffe
On s'fait une bouffe est un groupe de musique originaire de Marseille.
C'est un groupe surtout actif sur scène (première partie de Francis Cabrel au Festival Visa de Villefranche-de-Rouergue ainsi que de Kent à Gardanne) et diffusé sur de nombreuses radios françaises, suisses, belges, canadiennes et allemandes.
On s'fait une bouffe a également gagné deux prix musicaux, le prix d'écriture Léo Ferré en 2002 et le prix du public au festival Sémaphore en chanson. Le groupe a sorti un premier album Portraits crachés en 2004.

## Membres
- Chant / Guitare : Eric Lemaire
- Piano / Chœurs : Hervé Gasciolli
- Percussions / Chœurs : Jean Marie Bergey
- Contrebasse / Chœurs : Stéphane Pinna
- Chœurs : Sandra Berton
- Technicien lumière : Lionel Puddu
- Technicien son : Drazan Kuvac